# بالاتون‌ویلاگوش
بالاتون‌ویلاگوش (به مجاری: Balatonvilágos) یک شهرداری در مجارستان است که در ناحیه شیوفوک واقع شده‌است. بالاتون‌ویلاگوش ۲۹٫۲۱ کیلومتر مربع مساحت و ۱٬۲۱۷ نفر جمعیت دارد.